# Farlige affærer
Farlige affærer er en amerikansk film fra 1990 af James Foley.

## Medvirkende
- Jason Patric som Kevin Collins
- Rocky Giordani som Bert
- Rachel Ward som Fay Anderson
- Bruce Dern som Garrett Stoker
- Mike Hagerty som Truck Driver
- George Dickerson som Doc Goldman
- Corey Carrier som Jack